# Thomas Delavall
Thomas Delavall (* 1620 in London, England; † Juli 1682 in New York City, Provinz New York) war zwischen 1666 und 1679 insgesamt drei Mal Bürgermeister von New York City.

## Lebenslauf
Die Schreibweise seines Nachnamens variiert in einigen Quellen. Manchmal wird der Name auch Delaval oder DeLavall geschrieben. Er wurde im Jahr 1620 in London geboren und kam 1664 erstmals nach Amerika. Dort schloss er sich Richard Nicolls an, der damals die holländische Kolonie Nieuw Nederland einschließlich der Stadt Nieuw Amsterdam für England eroberte. Delavall wurde ein prominenter Bürger dieser Stadt, die nun den Namen New York City erhielt. Außerdem erwarb er Grundbesitz und Häuser sowohl in der Stadt New York als auch in der Provinz of New York. Dort bekleidete er auch einige Ämter. Unter anderem war er als Richter tätig. Zudem gehörte er zeitweise zum Beraterstab (council) des Kolonialgouverneurs. In den Jahren 1666–67, 1675–76 und 1678–79 bekleidete er das Amt des Bürgermeisters von New York City. Nach einer vorübergehenden Rückkehr der Holländer im Jahr 1673 wurden seine Besitztümer beschlagnahmt und er musste die Stadt verlassen. Nach der erneuten Rückkehr der Engländer erhielt er seinen Besitz wieder zurück. Er starb im Juli 1682 in New York City.